# Тейшейра (Сея)
Тейшейра (порт. Teixeira) — район (фрегезия) в Португалии, входит в округ Гуарда. 

## История
До 1855 года район был частью муниципалитета Лорига. В том же году он становится составной частью муниципалитета Сейя. 
Находится в составе крупной городской агломерации Большое Визеу. По старому административному делению входил в провинцию Бейра-Алта. Входит в экономико-статистический субрегион Серра-да-Эштрела, который входит в Центральный регион. 
Покровителем района считается Дева Мария (порт. Nª. Srª. da Conceição).

## Население
Население составляет 233 человека на 2001 год. Занимает площадь 12,88 км².

## Наименование
Наименование Тейшейра происходит от слова «Тейше», что означает золотая монета или серьга.